# Diceratella ruspoliana
Diceratella ruspoliana är en korsblommig växtart som beskrevs av Adolf Engler. Diceratella ruspoliana ingår i släktet Diceratella och familjen korsblommiga växter. Inga underarter finns listade i Catalogue of Life.